# برخیز! (ترانه یوما ناکایاما)
«برخیز!» تک‌آهنگی از هنرمند اهل ژاپن یوما ناکایاما است که در سال ۲۰۱۴ میلادی منتشر شد.